# Heteropoda
Heteropoda is een geslacht van spinnen uit de familie van de jachtkrabspinnen (Sparassidae).

## Leefwijze
Deze spinnen bijten weleens mensen, maar zijn niet gevaarlijk.

## Verspreiding en leefgebied
Vertegenwoordigers van dit geslacht komen overal in de tropen voor en worden daarbuiten vaak aangetroffen in bananenkratten.

## Soorten
- Heteropoda acuta Davies, 1994
- Heteropoda aemulans Bayer & Jäger, 2009
- Heteropoda afghana Roewer, 1962
- Heteropoda alta Davies, 1994
- Heteropoda altmannae Jäger, 2008
- Heteropoda altithorax Strand, 1907
- Heteropoda amphora Fox, 1936
- Heteropoda analis Thorell, 1881
- Heteropoda andamanensis Tikader, 1977
- Heteropoda annulipoda Strand, 1911
- Heteropoda armillata (Thorell, 1887)
- Heteropoda atollicola Pocock, 1904
- Heteropoda atriventris Chrysanthus, 1965
- Heteropoda aulica (L. Koch, 1878)
- Heteropoda aureola He & Hu, 2000
- Heteropoda badiella Roewer, 1951
- Heteropoda bellendenker Davies, 1994
- Heteropoda belua Jäger, 2005
- Heteropoda beroni Jäger, 2005
- Heteropoda bhaikakai Patel & Patel, 1973
- Heteropoda bhattacharjeei Saha & Raychaudhuri, 2007
- Heteropoda bimaculata Thorell, 1878
- Heteropoda binnaburra Davies, 1994
- Heteropoda bivittata Thorell, 1877
- Heteropoda boiei (Doleschall, 1859)
- Heteropoda bonthainensis Merian, 1911
- Heteropoda borneensis (Thorell, 1890)
- Heteropoda boutani (Simon, 1906)
- Heteropoda bulburin Davies, 1994
- Heteropoda buxa Saha, Biswas & Raychaudhuri, 1995
- Heteropoda camelia Strand, 1914
- Heteropoda cavernicola Davies, 1994
- Heteropoda cervina (L. Koch, 1875)
- Heteropoda chelata (Strand, 1911)
  - Heteropoda chelata vittichelis (Strand, 1911)
- Heteropoda chengbuensis Wang, 1990
- Heteropoda christae Jäger, 2008
- Heteropoda conwayensis Davies, 1994
- Heteropoda cooki Davies, 1994
- Heteropoda cooloola Davies, 1994
- Heteropoda crassa Simon, 1880
- Heteropoda crediton Davies, 1994
- Heteropoda cyanichelis Strand, 1907
- Heteropoda cyanognatha Thorell, 1881
- Heteropoda cyperusiria Barrion & Litsinger, 1995
- Heteropoda dagmarae Jäger & Vedel, 2005
- Heteropoda dasyurina (Hogg, 1914)
- Heteropoda davidbowie Jäger, 2008
- Heteropoda debalae Biswas & Roy, 2005
- Heteropoda debilis (L. Koch, 1875)
- Heteropoda denticulata Saha & Raychaudhuri, 2007
- Heteropoda distincta Davies, 1994
- Heteropoda duan Jäger, 2008
- Heteropoda elatana Strand, 1911
- Heteropoda eluta Karsch, 1891
- Heteropoda emarginativulva Strand, 1907
- Heteropoda ernstulrichi Jäger, 2008
- Heteropoda erythra Chrysanthus, 1965
- Heteropoda eungella Davies, 1994
- Heteropoda fabrei Simon, 1885
- Heteropoda fischeri Jäger, 2005
- Heteropoda flavocephala Merian, 1911
- Heteropoda furva Thorell, 1890
- Heteropoda garciai Barrion & Litsinger, 1995
- Heteropoda gemella Simon, 1877
- Heteropoda goonaneman Davies, 1994
- Heteropoda gordonensis Davies, 1994
- Heteropoda gourae Monga, Sadana & Singh, 1988
- Heteropoda graaflandi Strand, 1907
- Heteropoda grooteeylandt Davies, 1994
- Heteropoda gyirongensis Hu & Li, 1987
- Heteropoda hainanensis Li, 1991
- Heteropoda hampsoni Pocock, 1901
- Heteropoda helge Jäger, 2008
- Heteropoda hermitis (Hogg, 1914)
- Heteropoda hildebrandti Jäger, 2008
- Heteropoda hillerae Davies, 1994
- Heteropoda hippie Jäger, 2008
- Heteropoda hirsti Jäger, 2008
- Heteropoda holoventris Davies, 1994
- Heteropoda homstu Jäger, 2008
- Heteropoda hosei Pocock, 1897
- Heteropoda hupingensis Peng & Yin, 2001
- Heteropoda ignichelis (Simon, 1880)
- Heteropoda imbecilla Thorell, 1892
- Heteropoda jacobi Strand, 1911
- Heteropoda jaegerorum Jäger, 2008
- Heteropoda jasminae Jäger, 2008
- Heteropoda javana (Simon, 1880)
- Heteropoda jiangxiensis Li, 1991
- Heteropoda jugulans (L. Koch, 1876)
- Heteropoda kabaenae Strand, 1911
- Heteropoda kalbarri Davies, 1994
- Heteropoda kandiana Pocock, 1899
- Heteropoda kobroorica Strand, 1911
- Heteropoda kuekenthali Pocock, 1897
- Heteropoda kuluensis Sethi & Tikader, 1988
- Heteropoda laai Jäger, 2008
- Heteropoda languida Simon, 1887
- Heteropoda lashbrooki (Hogg, 1922)
- Heteropoda laurae Jäger, 2008
- Heteropoda lentula Pocock, 1901
- Heteropoda leprosa Simon, 1884
- Heteropoda leptoscelis Thorell, 1892
- Heteropoda lindbergi Roewer, 1962
- Heteropoda listeri Pocock, 1900
- Heteropoda loderstaedti Jäger, 2008
- Heteropoda longipes (L. Koch, 1875)
- Heteropoda lunula (Doleschall, 1857)
- Heteropoda luwuensis Merian, 1911
- Heteropoda malitiosa Simon, 1906
- Heteropoda manni (Strand, 1906)
- Heteropoda marillana Davies, 1994
- Heteropoda martinae Jäger, 2008
- Heteropoda martusa Jäger, 2000
- Heteropoda maxima Jäger, 2001
- Heteropoda mecistopus Pocock, 1898
- Heteropoda mediocris Simon, 1880
- Heteropoda meriani Jäger, 2008
- Heteropoda merkarensis Strand, 1907
- Heteropoda meticulosa Simon, 1880
- Heteropoda minahassae Merian, 1911
- Heteropoda mindiptanensis Chrysanthus, 1965
- Heteropoda modiglianii Thorell, 1890
- Heteropoda monroei Davies, 1994
- Heteropoda montana Thorell, 1890
- Heteropoda monteithi Davies, 1994
- Heteropoda mossman Davies, 1994
- Heteropoda murina (Pocock, 1897)
- Heteropoda muscicapa Strand, 1911
- Heteropoda nagarigoon Davies, 1994
- Heteropoda natans Jäger, 2005
- Heteropoda nebulosa Thorell, 1890
- Heteropoda nicki Strand, 1915
  - Heteropoda nicki quala Strand, 1915
- Heteropoda nicobarensis Tikader, 1977
- Heteropoda nigriventer Pocock, 1897
- Heteropoda nilgirina Pocock, 1901
- Heteropoda ninahagen Jäger, 2008
- Heteropoda nirounensis (Simon, 1903)
- Heteropoda nobilis (L. Koch, 1875)
- Heteropoda novaguineensis Strand, 1911
- Heteropoda nyalama Hu & Li, 1987
- Heteropoda obtusa Thorell, 1890
- Heteropoda ocyalina (Simon, 1887)
- Heteropoda onoi Jäger, 2008
- Heteropoda pakawini Jäger, 2008
- Heteropoda panaretiformis Strand, 1906
- Heteropoda parva Jäger, 2000
- Heteropoda pedata Strand, 1907
  - Heteropoda pedata magna Strand, 1909
- Heteropoda phasma Simon, 1897
- Heteropoda pingtungensis Zhu & Tso, 2006
- Heteropoda planiceps (Pocock, 1897)
- Heteropoda plebeja Thorell, 1887
- Heteropoda pressula Simon, 1886
- Heteropoda procera (L. Koch, 1867)
- Heteropoda raveni Davies, 1994
- Heteropoda regalis (Roewer, 1938)
- Heteropoda reinholdae Jäger, 2008
- Heteropoda renibulbis Davies, 1994
- Heteropoda richlingi Jäger, 2008
- Heteropoda robusta Fage, 1924
- Heteropoda rosea Karsch, 1879
- Heteropoda rubra Chrysanthus, 1965
- Heteropoda rufognatha Strand, 1907
- Heteropoda rundle Davies, 1994
- Heteropoda ruricola Thorell, 1881
- Heteropoda sarotoides Järvi, 1914
- Heteropoda sartrix (L. Koch, 1865)
- Heteropoda schlaginhaufeni Strand, 1911
- Heteropoda schwalbachorum Jäger, 2008
- Heteropoda schwendingeri Jäger, 2005
- Heteropoda sexpunctata Simon, 1885
- Heteropoda shillongensis Sethi & Tikader, 1988
- Heteropoda signata Thorell, 1890
- Heteropoda silvatica Davies, 1994
- Heteropoda simplex Jäger & Ono, 2000
- Heteropoda speciosus (Pocock, 1898)
- Heteropoda spenceri Davies, 1994
- Heteropoda spinipes (Pocock, 1897)
- Heteropoda spurgeon Davies, 1994
- Heteropoda squamacea Wang, 1990
- Heteropoda steineri Bayer & Jäger, 2009
- Heteropoda strandi Jäger, 2002
- Heteropoda strasseni Strand, 1915
- Heteropoda striata Merian, 1911
- Heteropoda striatipes (Leardi, 1902)
- Heteropoda submaculata Thorell, 1881
  - Heteropoda submaculata torricelliana Strand, 1911
- Heteropoda subplebeia Strand, 1907
- Heteropoda subtilis Karsch, 1891
- Heteropoda sumatrana Thorell, 1890
  - Heteropoda sumatrana javacola Strand, 1907
- Heteropoda teranganica Strand, 1911
- Heteropoda tetrica Thorell, 1897
- Heteropoda thoracica (C. L. Koch, 1845)
- Heteropoda tokarensis Yaginuma, 1961
- Heteropoda truncus (McCook, 1878)
- Heteropoda udolindenberg Jäger, 2008
- Heteropoda uexkuelli Jäger, 2008
- Heteropoda umbrata Karsch, 1891
- Heteropoda variegata (Simon, 1874)
- Heteropoda veiliana Strand, 1907
- Heteropoda venatoria (Linnaeus, 1767)
  - Heteropoda venatoria chinesica Strand, 1907
  - Heteropoda venatoria emarginata Thorell, 1881
  - Heteropoda venatoria foveolata Thorell, 1881
  - Heteropoda venatoria japonica Strand, 1907
  - Heteropoda venatoria maculipes Strand, 1907
  - Heteropoda venatoria pseudomarginata Strand, 1909
- Heteropoda vespersa Davies, 1994
- Heteropoda warrumbungle Davies, 1994
- Heteropoda warthiana Strand, 1907
- Heteropoda willunga Davies, 1994
- Heteropoda zuviele Jäger, 2008